# イワン・ゴンチャロフ

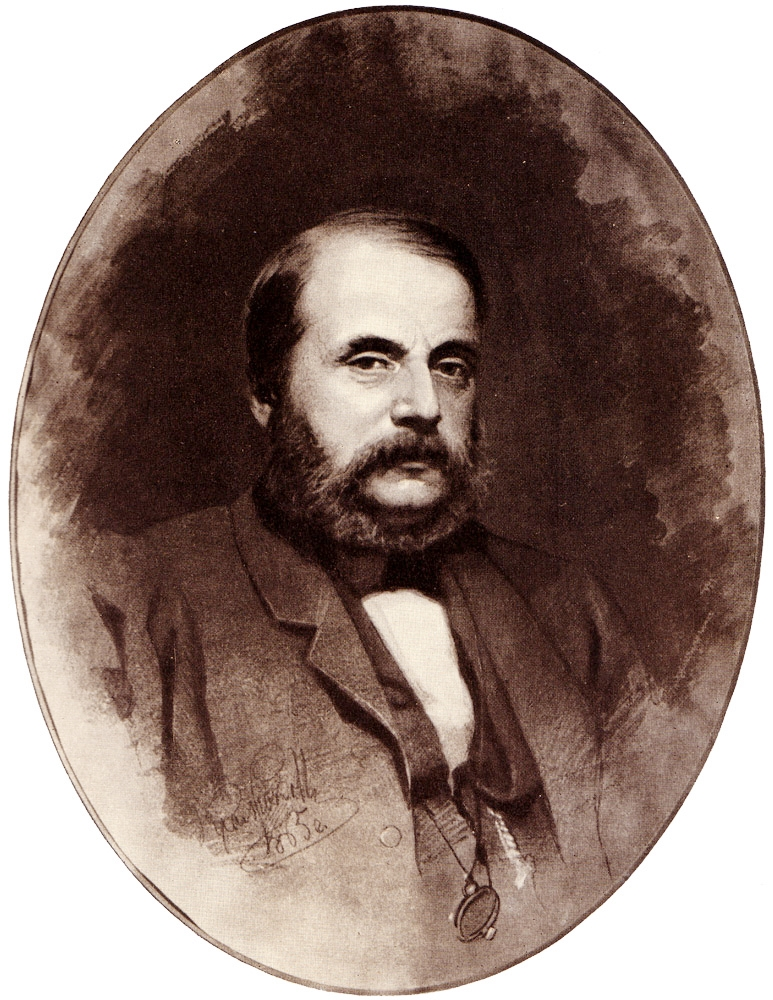
イワン・ゴンチャロフ

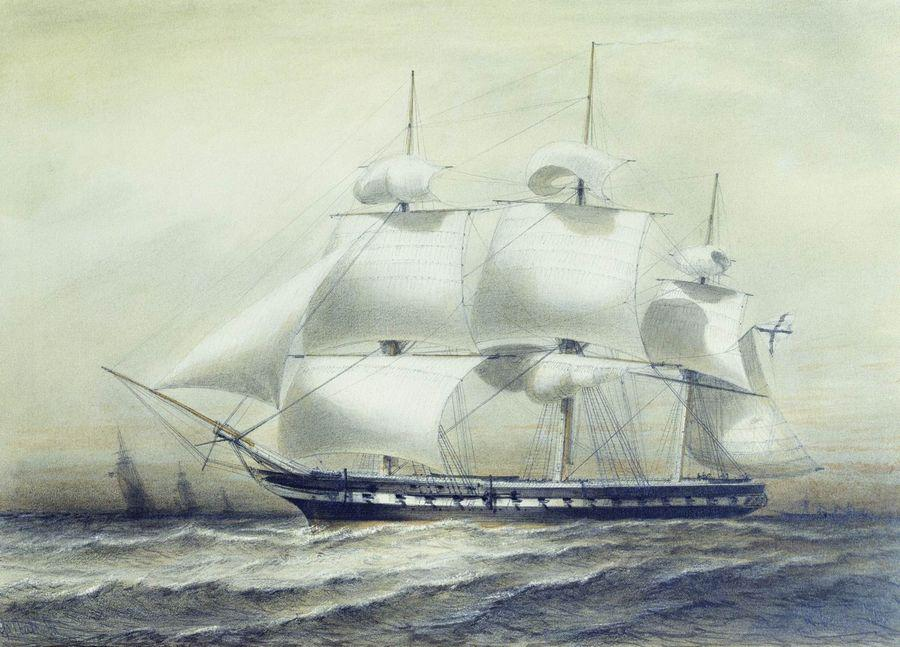
パルラダ号

イワン・アレクサンドロヴィチ・ゴンチャロフ（ロシア語: Ива́н Алекса́ндрович Гончаро́в, Ivan Alexandrovich Goncharov, 1812年6月18日〔ユリウス暦6月6日〕 - 1891年9月27日〔ユリウス暦9月15日〕）は、ロシアの作家。代表作は小説『オブローモフ』。

## 生涯
1812年にシンビルスク（現在のウリヤノフスク）に生まれる。父親は裕福な穀物商であった。1834年にモスクワ大学を卒業した後、30年間、政府の役人として働いた。
1834年、貴族層と商人層との対立を描いた最初の小説『平凡な話』が出版される。
1848年、自然主義的な心理描写『イワン・サヴィチ・ポジャブリン』を発表。
1852年から1855年まで、イギリス・アフリカ・日本・朝鮮に旅し（1853年に長崎、1854年に巨文島に来航）、エフィム・プチャーチン提督の秘書官としてシベリアを経由して帰国。1858年にその紀行文『フリゲート艦パルラダ号』（Frigate "Pallada"）を刊行した（抜粋が『日本渡航記』で訳書多数）。
1859年、ペテルブルクに暮らす無為徒食の独身貴族、余計者のオブローモフの生涯を描いた小説『オブローモフ』を発表。フョードル・ドストエフスキーに高く評価されるなど、大きな反響を呼び、代表作となった。
1869年、謎の女に恋した3人の男を描いた最後の小説『断崖』を発表。
晩年、多くの短編・批評・随筆などを書いたが、それらの多くは死後1919年に刊行された。
1891年にペテルブルクで肺炎を患い、死去。生涯独身であった。

## 作風・評価
- ウラジーミル・ナボコフの『ディフェンス』"Защита Лужина (The Defense)" (1930年)においては、主人公のルージンが作家である彼の父親が書いた本に関して、「コロレンコの『盲目の音楽家』やゴンチャロフの『フリゲート艦パラス号』と同じくらい退屈だった」と評する場面がある。

## 作品邦訳
- 断崖　井上満訳、岩波文庫（全5巻）、1949-52、改版2010-11
- 平凡物語　井上満訳（各・上下）、創元文庫、1952、岩波文庫、2010
- オブローモフ

山内封介訳 新潮社、1917
相馬泰三訳 春陽堂、1925　
米川正夫訳　岩波文庫（上中下）、1948、改版2002
井上満訳、ロシア・ソビエト文学全集：平凡社、1965
木村彰一・灰谷慶三訳　世界文学全集：講談社、1983
安岡治子訳「オブローモフの夢」光文社古典新訳文庫、2024
- 日本旅行記　平岡雅英訳、ロシア問題研究所、1930

日本渡航記－フレガート「パルラダ」号より　井上満訳、岩波文庫、1941、復刊1988・2001ほか
日本渡航記　高野明・島田陽共訳、雄松堂出版・新異国叢書、1969、再版1988ほか／講談社学術文庫 2008
- 文芸評論集　井上満訳 世界文学社、1948